# Книга Ювілеїв
Книга Ювілеїв — книга, що переповідає старозавітні книги Буття та Вихід. Повний текст книги знайдений у сорокових роках XIX століття, а до цього часу були відомі тільки короткі уривки. Більшість християнських церков відносить текст книги до апокрифічної літератури.

## Зміст
Книга Ювілеїв розповідає історію світу від його створення до передачі табличок з законом Мойсеєві на горі Синай. Розповідь прикрашена різними деталями, які датовані за ювілеями, роками, тижнями і днями. Цей поділ, згідно з книгою, було відкрито Мойсеєві на горі Синай, і в ньому число 7 відіграє визначальну роль. Наприклад «змій спокушує Єву через сім років(…) у другому місяці сімнадцятого дня». Адам помирає наприкінці 19 ювілею, 7 річного тижня у 6 році". Отже Книга Ювілеїв є вільним переказом біблійних оповідань, що містяться в книзі Буття і в книзі Вихід. Автор намагається викласти біблійні події в строго послідовному порядку і точно назвати, в якому році від створення світу вони сталися. Він визначає період часу від створення світу або від Адама до вступу євреїв в Землю обітовану рівно в 50 ювілеїв, вважаючи при цьому, що в кожному ювілеї, всупереч Мойсеєвому закону, не 50 років, як прийнято у періодах Ювілейного року, а тільки 49 років, тобто рівно сім разів по сім. За цими ювілеями він і розподіляє всі описані в його книзі події.
Важливу роль у Книзі Ювілеїв відіграють Анголи. Згадано 4 групи їх: «Анголи природи», «Анголи-охоронці», «Анголи освячення», «Анголи лику». Книга розповідає про створення Анголів першого дня творення, їх гріховного зв'язку із людськими дочками, та винищення нефілімів. У ефіопській редакції книги пояснено, що «Анголи» були потомством Сифа, а «Люди» — потомство Каїна. За описом Книги Ювілеїв, гебрейська мова була первинною мовою всіх створінь, людей та звірів, проте після зруйнування вавилонської вежі вона відійшла у забуття аж до часу коли Авраам пізнав її від Анголів. Енох був першою людиною, кому було відкрито мистецтво письма, і він записав таємниці астрономії, часу та історії світу.

## Манускрипти
Повний текст Книги Ювілеїв відомий лише із ефіопських манускриптів 15 та 16 століть. Відомі також старіші фрагменти грецькою та латинською мовами. Фрагмент сирійською мовою зберігається у Британському музеї, що говорить про існування також і сирійського тексту. Частини тексту Книги Ювілеїв, написані івритом, також знайдені серед звитків Кумрану.

## Датування тексту
Щодо датування тексту Книги Ювілеїв існують різні думки. Перші дослідження вказували на час написання тексту у епоху Йоханана Гіркана (135—104 до н. е.), проте сьогодні більшість дослідників схиляються до ранішого датування: 2 чи 3 ст. до н. е. При написанні Книги Ювілеїв Єрусалимський храм ще існував, про це є побічні свідчення майже в кожному розділі цього твору, отже книга виникла ще до його зруйнування. Найстаріший фрагмент манускрипту, серед знайдених у Кумрані, датований 125—200 р. до н. е. Таким чином, текст було написано не в Кумрані, а ще до його заснування.